# (22636) 1998 MV13
1998 أم في 13 (ويعرف أيضًا باسم (22636) 1998 أم في 13 وفق تسمية الكوكب الصغير) (بالإنجليزية: 1998 MV13)‏ هو كويكب ضمن حزام الكويكبات؛ وترتيبه 22636 من حيث الاكتشاف.
اكتُشف هذا الجُرم الفلكي بواسطة Frank B. Zoltowski ‏ في 25 يونيو 1998.

## وصلات خارجية
- (22636) 1998 MV13 في قاعدة بيانات مختبر الدفع النفاث لأجرام النظام الشمسي الصغيرة

- الاكتشاف · مخطط المدار ·  العناصر المدارية · المعلمات المادية

- (22636) 1998 MV13 على موقع ويكي سكاي: DSS2, SDSS, GALEX, IRAS, Hydrogen α, X-Ray, Astrophoto, Sky Map, Articles and images